# Johannes van der Corput
Pour les articles homonymes, voir Corput.
Johannes Gualtherus van der Corput, né le 4 septembre 1890 à Rotterdam et mort le 16 septembre 1975 à Amsterdam, est un mathématicien néerlandais qui s'est consacré à la théorie analytique des nombres et à l'analyse mathématique.

## Biographie
Van der Corput étudie à l'université de Leyde de 1908 à 1914, sous la direction de Jan Cornelis Kluyver (de). Pendant la première guerre mondiale il sert comme officier puis à partir de 1917 il est nommé professeur à Leeuwarden et Utrecht. Il passe sa thèse d'habilitation à Leyde (Sur les points d'un réseau dans le plan, publiée en 1919 à Groningue). En 1920 il travaille avec Edmund Landau à Göttingen, puis de 1920 à 1922 il est l'assistant d’Arnaud Denjoy à l’université d'Utrecht. Il sera successivement professeur de l’Université de Fribourg en Suisse (1922), de l’université de Groningue (1923) et de l’université d'Amsterdam (de 1945 à 1953). Il est l'un des cofondateurs et le premier directeur (1946-1953) du Centrum voor Wiskunde d’Amsterdam (aujourd'hui Centrum voor Wiskunde en Informatica). En 1953 il s'est rendu en année sabbatique aux États-Unis (Berkeley, Madison).
Jusqu'en 1940 il s’occupa exclusivement de théorie analytique des nombres (en particulier sur les thèmes : distribution des points d'un réseau, Méthodes de Winogradov pour la sommation de séries exponentielles, géométrie des nombres, conjecture de Goldbach, approximations diophantiennes, comportement asymptotique de la fonction zêta de Riemann). Il a par exemple donné une démonstration originale du Théorème fondamental de l'algèbre et a contribué à faire connaître la démonstration élémentaire du théorème des nombres premiers due à Paul Erdős et Atle Selberg .
En 1922 il a démontré que le nombre {\displaystyle N} de points à coordonnées entières à l'intérieur d'un cercle de rayon {\displaystyle {\sqrt {x}}}  tend asymptotiquement vers
{\displaystyle \,N(x)=\pi x+O(x^{\theta })}
où {\displaystyle \theta }  est une constante strictement majorée par {\displaystyle {\frac {1}{3}}}. On considérait jusque-là 1/3 comme une borne inférieure de l'exposant dans le reste asymptotique (la borne inférieure ¼ était connue depuis les publications de Hardy et Landau en 1915). Il y a une minoration de même type pour le reste asymptotique de la fonction somme des puissances k-ièmes des diviseurs.
En 1929, Van der Corput est élu à l’Académie royale néerlandaise des arts et des sciences, à l’Académie royale des sciences, des lettres et des beaux-arts de Belgique et reçu docteur honoris causa des universités de Bordeaux et de Delft. En 1936, il a dirigé une session plénière (« Approximations diophantiennes ») au Congrès international des mathématiciens d’Oslo.